# Anton Bergmann

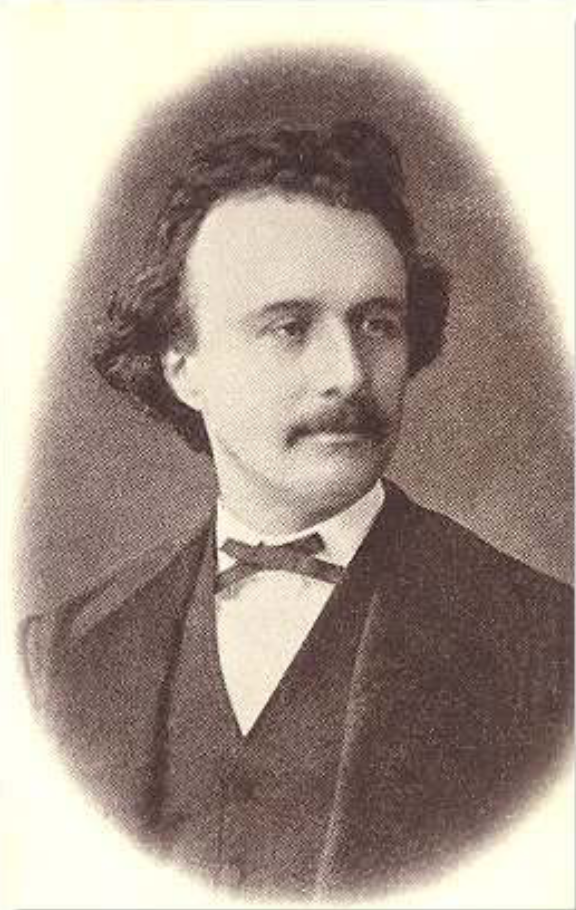
Anton Bergmann.

Antonius Josephus Georgius Franciscus (Anton) Bergmann, född den 29 juni 1835 i Lier, död där den 21 januari 1874, var en flamländsk författare. 
Som student vid Universitetet i Gent grundade han tillsammans med Vuylsteke en studentförening ’t zal wel gaan. Han bosatte sig senare som advokat i sin hemstad, men skrev även en del novellistiska och historiska verk, av vilka kan nämnas: Philip van Marnix. Plundering der hoofderk van Lier (1857), Twee Rejnlandsche novellen (1870), Geschiedenis der stad Lier (1873).